# Jean-Charles Mattei
Pour les articles homonymes, voir Mattei.
Jean-Charles Mattei, né le 1er août 1982 à Reims, est un patineur de patinage de vitesse sur piste courte français. Il a participé aux Jeux olympiques d'hiver de 2006 à Turin et à ceux de Vancouver en 2010.

## Palmarès
- Championnats d'Europe
  -  Médaille d'argent en relais en 2006
  -  Médaille de bronze en relais en 2003
- Coupe du monde
  - 16e de la Coupe du monde 2006
  - 15e de la Coupe du monde 2005
  - 16e de la Coupe du monde 2004